# Danila Comastri Montanari
Danila Comastri Montanari (Bolonia, 4 de noviembre de 1948-Bolonia, 28 de julio de 2023) fue una escritora italiana, creadora de la saga de Publio Aurelio Stazio.

## Biografía
Licenciada por la Universidad de Bolonia en Pedagogía y en Ciencias políticas, durante veinte años fue profesora y viajera.
En 1990 escribió su primera novela, Mors Tua; desde entonces se dedica a tiempo completo a la narrativa, en especial al género del misterio histórico, que le permite conciliar sus principales intereses: el estudio del pasado (especialmente las civilizaciones antiguas) y el amor por las tramas misteriosas.
A partir de 1990 escribió suspenso histórico centrándose en la figura de Publio Aurelio Stazio, noble senador de la Roma de Claudio (mitad del siglo I d. C.). Fueron publicadas 19 novelas: Mors tuya, En corpore sano, Canteras canem, Morituri ti salutant, Parce sepulto, El cual prodest?, Spes última dea, Scelera, Gallia este, Saturnalia, Ars moriendi, Olympia, Tenebrae, Nemesis, Dura Lex, Tabula Rasa, Palida Mors, Saxa Rubra, Ludus in fabula. Además, ha publicado una serie de relatos centrados en la vida de Publio Aurelio.
Adicionalmente a la serie de Publio Aurelio, Comastri Montanari ha escrito otras novelas y relatos ambientados en diferentes épocas históricas, como La campana del arcipreste, Recetas para un delito o Instigación a delinquir.

## Obras
- Ricette per un delitto - Periplo, 1995 - Todaro, Lugano 2002
- La campana dell'arciprete - Garzanti, Milano 1996
- Il panno di Mastro Gervaso - Diabasis, Parma 1997
- Una strada giallo sangue - Diabasis, Parma 1999
- Istigazione a delinquere - Todaro, Lugano 2003
- Terrore - Mondadori, Milano 2008

### Serie de Publio Aurelio
- Mors tua - (Premio Tedeschi) Il Giallo Mondadori n. 2161, 1990, Hobby & Work 1997
- In corpore sano, Il Giallo Mondadori n. 2235, 1991, Hobby & Work 1998
- Cave canem, Il Giallo Mondadori n, 2329, 1993, Hobby & Work, 1999
- Morituri te salutant, Il Giallo Mondadori n. 2394, 1994, Hobby & Work 1999
- Vacanze romane (raccolta dei primi tre volumi: Mors tua - In corpore sano - Cave canem), Speciale Giallo Mondadori, n.1, 1994
- Parce sepulto, Il Giallo Mondadori n. 2466, 1996, Hobby & Work 1999
- Cui prodest?, Hobby & Work nel 1997
- Spes, ultima dea, Hobby & Work, 1999, ISBN 978-88-7133-390-8
- Scelera, Hobby & Work, novembre 2000
- Gallia est, Hobby & Work, novembre 2001, ISBN 978-88-04-64012-7
- Saturnalia, Hobby & Work, 2002, ISBN 978-88-7133-510-0
- Ars moriendi - Un'indagine a Pompei, Hobby & Work, 2003, ISBN 978-88-7133-710-4
- Olympia - Un'indagine ai giochi ellenici, Hobby & Work, 2004, ISBN 978-88-04-65201-4
- Tenebrae, Hobby & Work, 2005, ISBN 978-88-7851-171-2
- Nemesis, Hobby & Work, 2007, ISBN 978-88-7851-883-4
- Dura lex, Hobby & Work, 2009, ISBN 978-88-7851-861-2
- Tabula rasa, Arnoldo Mondadori Editore, Milano 2011, Collana "Omnibus". ISBN 978-88-04-60885-1
- Pallida mors, Arnoldo Mondadori Editore, Milano 2013, Collana "Omnibus". ISBN 978-88-04-63098-2
- Saxa rubra, Arnoldo Mondadori Editore, Milano 2015, Collana "Omnibus". ISBN 978-88-520-6937-6
- Ludus in fabula, Mondadori Libri S.p.A., Milano 2017, Collana "Omnibus". ISBN 978-88-04-66428-4

### Ensayos
- Giallo antico. Come si scrive un poliziesco storico, Hobby & Work, 2007

### Relatos
- Il gigante giustiziere in AA.VV. Supergiallo Mondadori presenta Estate Gialla 1995, Arnoldo Mondadori Editore, Milano 1995
- La bocca del re in AA.VV. Giallo uovo, 2006
- La sagra del parmigiano in AA.VV. Il gusto del delitto, Leonardo Publishing, 2008

## Reconocimientos
- Premio Tedeschi, 1990, per il primo romanzo.[3]